# Léproserie de Pontfrault
La léproserie de Pontfrault, aussi orthographié Pontfraud, est une abbaye de femmes, transformée en léproserie au XIIe siècle, et située dans la ville de Château-Landon en France.

## Historique
Le toponyme « Pons Feraudi » est attesté depuis environ 1090. La présence de malades (« infirmi ») est attestée au début du XIIe siècle dans un acte non daté, peut-être de 1133, plus spécifiquement de lépreux en 1189. L'église a été consacrée par Thomas Becket, archevêque de Cantorbéry.
La reine Adèle de Champagne intervient en 1194 pour régler un conflit avec Osanne d'Egreville et ses fils : la terre disputée est conservée par la léproserie qui indemnise cependant Osanne. Le 29 décembre 1256 Saint-Louis accorde à la léproserie certains droits d'usage dans la forêt de Paucourt.
Les biens de la léproserie sont rattachés à ceux de l'hôtel-Dieu de Château-Landon en 1695, après avoir probablement cessé ses activités au cours du XVIIe siècle.

### Sources
Les archives de la léproserie sont conservées aux Archives départementales de l'Yonne sous les cotes H 2402-2407 et à la British Library à Londres, MS Add. 48211. Voir « Cartulaire de la léproserie Sainte-Madeleine de Pontfraud »(Archive.org • Wikiwix • Archive.is • Google • Que faire ?), sur cartulR - Répertoire des cartulaires médiévaux et modernes, 2006 (consulté le 4 octobre 2015).